# Hamburg
|  | Per a altres significats, vegeu «Hamburg (desambiguació)». |

Hamburg (baix alemany: Hamborg, [ˈhaˑmbɔːχ]; llatí: Hammonia) és una ciutat estat i un dels 16 estats federats  d'Alemanya. Té una superfície de 750 km² i una població estimada d'1.863.091 habitants (a gener de 2025). Situat al conflent estancat de l'Elba i de l'Alster, és el principal port alemany. El seu nom oficial complet Freie und Hansestadt Hamburg, prové del fet d'haver format part de la Lliga Hanseàtica a l'edat mitjana.

## Història
Fundat a començaments del segle ix, el burg Hammaburg va ser designat capital d'un bisbat l'any 834. L'any 845, una flota de vikings va remuntar l'Elba i va destruir la població, que tenia cap a 500 habitants. El 847 el bisbat d'Hamburg va fusionar-se amb el de Bremen. Els anys 1066 i 1072 la ciutat va ser atacada des de l'est pels eslaus. Finalment, la seu del bisbat es va traslladar a Bremen.
De la ciutat vella, bressol de la metròpoli actual, ja no en queda pràcticament res. Després de l'edat mitjana ha estat destruïda cinc vegades: el 1842 per un gran incendi; una segona vegada pel projecte megalòman de «ciutat del Führer» hitlerià; en tercer lloc pels bombardejos aliats de l'Operació Gomorra el 1943, durant la Segona Guerra Mundial, que van causar cap a 42.000 morts; per quarta vegada per l'urbanisme funcionalista, amb prioritat absoluta per al cotxe durant la postguerra, que va trencar la ciutat en molts indrets; i finalment per l'«arquitectura d'inversors», des dels anys 1970 fins avui. La seva silueta la defineixen l'Elbphilharmonie, la talaia de la casa de la vila i un conjunt d'esglésies, els campanars de les quals encara destaquen en certs indrets per sobre dels edificis nous.
El 1189, l'emperador Frederic I va permetre el lliure accés a Hamburg des de l'Elba, amb la qual cosa la ciutat es convertí en un centre comercial ben comunicat cap a les mars del Nord i Bàltica per via fluvial i per ruta (l'Ossenpadd). L'aliança d'Hamburg amb Lübeck (1241) és l'origen de la Lliga Hanseàtica.

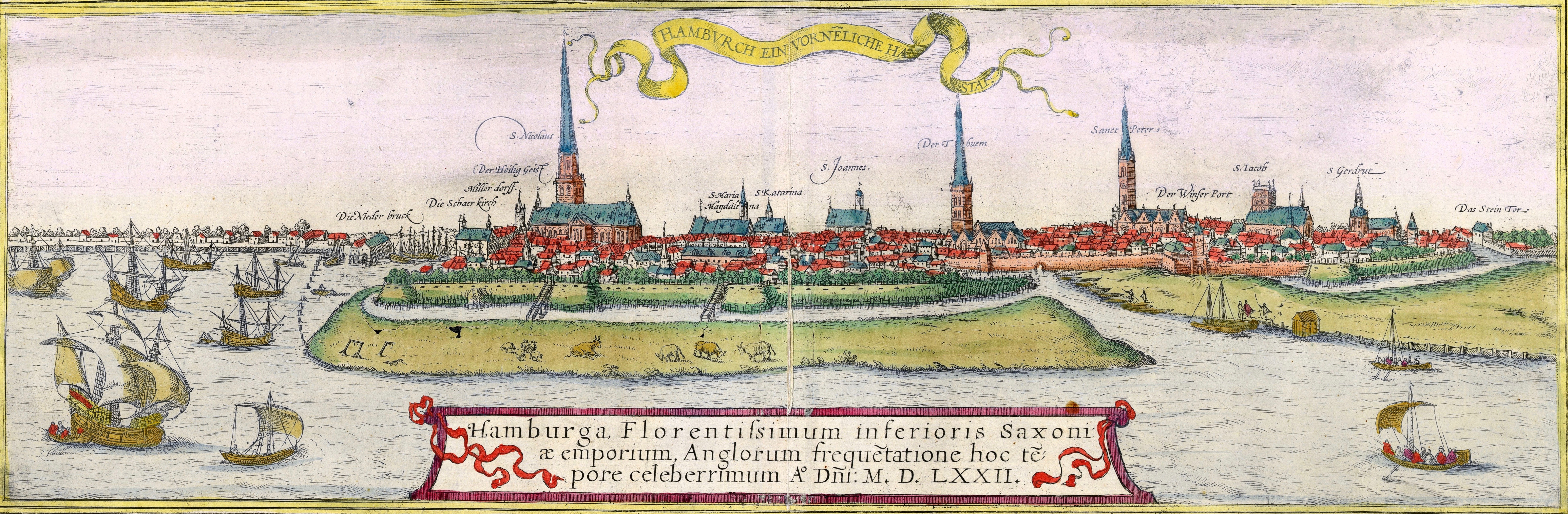
Mapa d'Hamburg al 1572

L'any 1520 la ciutat va declarar-se oficialment luterana. Va estar un cert temps sota sobirania danesa, fins que el 1768, després del tractat de Gottorp va aconseguir dels danesos l'estatut de ciutat imperial lliure. Més endavant va ser annexionada per França (1810-1814) durant les guerres napoleòniques i va ser la prefectura del departament francès de Boques de l'Elba. A la segona meitat del segle xix la indústria i el desenvolupament del port van causar un creixement ràpid i la ciutat va arribar als 800.000 habitants. La construcció d'una xarxa ferroviària metropolitana (la U-Bahn) va permetre la urbanització dels pobles rurals (die Walddörfer) que formaven part d'Hamburg però estaven enclavats a Prússia.
La ciutat històrica intra muros va ser destruïda pel foc els anys 1284 i 1842. Durant l'operació Gomorra a la fi de juliol de l'any 1943, quasi la meitat de la ciutat va ser arrasada. El 1962 va patir greus inundacions.

## Geografia

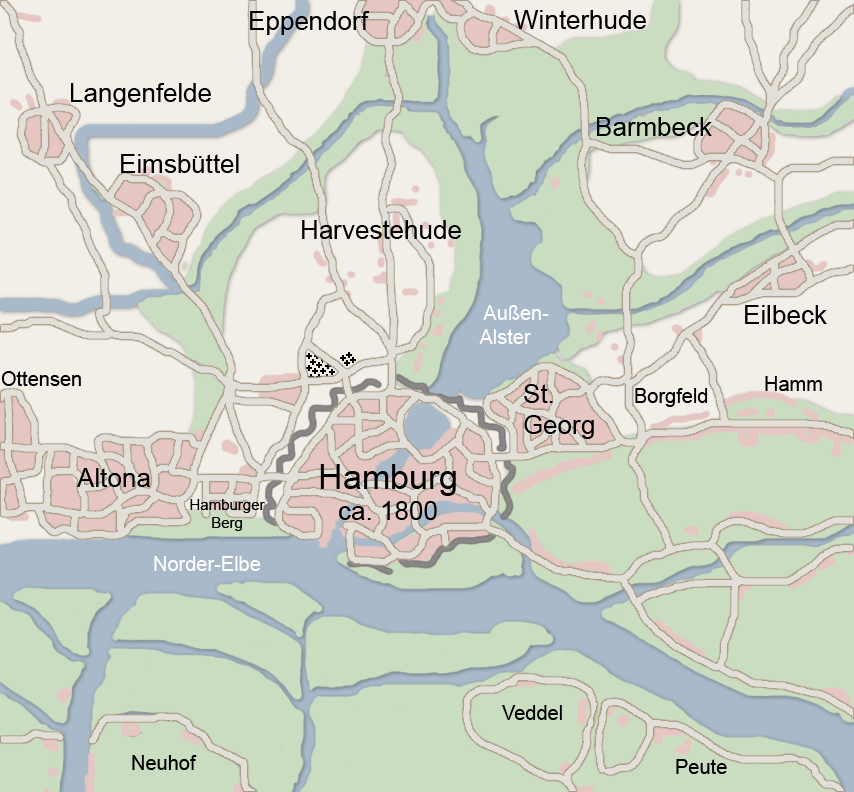
Hamburg 1800

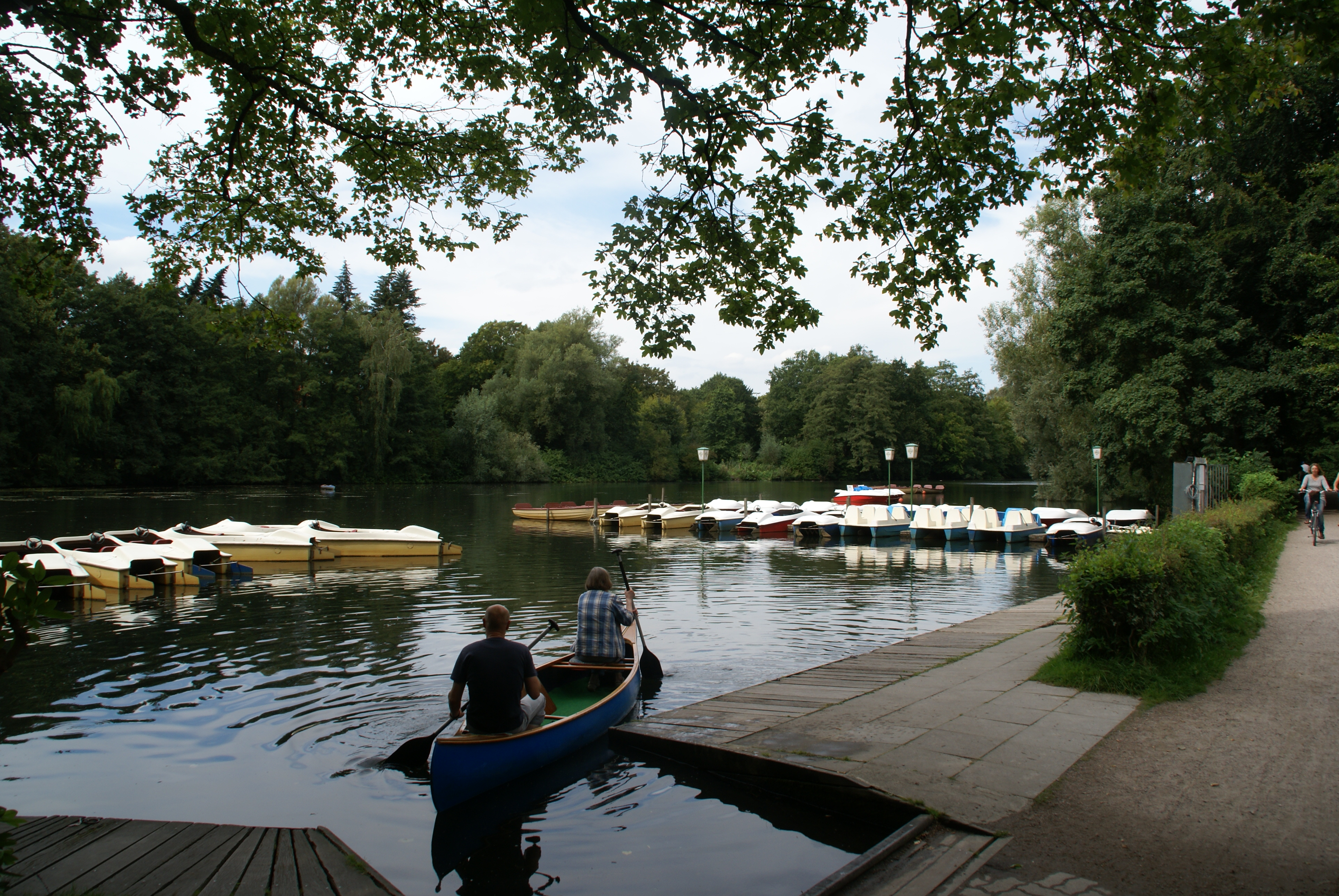
L'Alster al dic Rathsmühlendamm, al nord d'Hamburg

La ciutat va construir-se a la gran planúria europea, al conflent, molt estratègic, dels rius estancats Alster i Bille a l'Elba. Té un terreny molt humit, a cavall de pòlders, torberes i bruguerar, creuat per dotzenes de rius, rierols, braços de l'Elba i molls. Fins als anys cinquanta del segle passat aquesta xarxa aquàtica va ser molt important per al transport a l'interior de la ciutat. Els Barkassen (barcasses) van conèixer el seu darrer moment de glòria per eliminar els detritus de la ciutat destruïda durant la guerra. Els dos llacs interiors Binnenalster i l'Außenalster són un lloc de trobada i esbarjo, amb les cases més cares a les seves ribes. Malgrat el seu aspecte natural, són embassaments, construïts a l'edat mitjana per a alimentar molins. El territori de la ciutat històrica intra muros només era una part menuda de tota la ciutat estat. Fins a la reforma del 1937, amb la llei de l'àrea metropolitana d'Hamburg o (Groß-Hamburg-Gesetz), el seu territori va canviar molt per adquisicions i guerres i era un amàs d'enclavats i exclavats. Comprenia entre altres les ciutats de Cuxhaven i Geesthacht. Tots els municipis de Groß-Hamburg es van fusionar i després de la Segona Guerra Mundial aquesta entitat va transformar-se en estat federal alemany.
La ciutat històrica intra muros es troba als barris (Stadtteile) Hamburg-Altstadt i Neustadt, que forma, juntament amb les illes del mar del Nord Neuwerk, Scharhörn, Nigehörn i 17 barris més, el bezirk Hamburg-Mitte.
Es parla també d'àrea metropolitana d'Hamburg que inclou parts de Slesvig-Holstein i de la Baixa Saxònia. La Metropolregion té una superfície de cap a 18.100 km² i una població de 4,3 milions de persones. No hi ha estructura administrativa per a la regió, però hi ha molts acords de cooperació i projectes comuns. Aquesta regió suburbana forma una unitat sociogeogràfica amb la ciutat.
Tot i ser un dels estats més urbanitzats d'Alemanya, els parcs naturals de la ciutat hanseàtica cobreixen uns 6.388 ha, el 8,46% del territori (sense comptar les 13.750 ha del parc nacional del Mar de Wadden hamburguès), una de les proporcions més elevades de tot el país.

## Administració
La ciutat estat està administrada per un parlament, anomenat a les ciutats hanseàtiques Bürgerschaft, elegit pel sufragi universal. El parlament elegeix un poder executiu, anomenat senat, del qual el ministre president es diu primer burgmestre. La ciutat està dividida en set bezirks, que tenen el seu consell elegit i que organitzen els serveis d'atenció de proximitat al ciutadà.

## Llengua
Originalment la llengua parlada a Hamburg era l'hamburger Platt, una variant del baix alemany. Aquesta llengua ha anat reculant per la pressió de l'alt alemany o Hochdeutsch, fins que a mitjans del segle xx pràcticament va desaparèixer de l'ús habitual. El platt subsisteix nogensmenys en molts topònims i en noms de negocis i de teatres. L'Ohnsorg Theater, creat l'any 1902 per Richard Ohnsorg, es dedica únicament als espectacles en baix alemany i a la promoció de la llengua.

## Esport
El principal equip de futbol és el Hamburger Sport-Verein (HSV), que és l'únic equip alemany que ha jugat sempre a la primera Bundesliga. El segon equip d'Hamburg és el FC St. Pauli. També són a destacar els equips d'handbol HSV Hamburg i hoquei sobre gel Hamburg Freezers.

## Cultura
La ciutat ofereix una àmplia programació cultural. És considerada com la capital alemanya del musical. Té la seva companyia d'òpera estatal, l'Staatsoper Hamburg, el Hamburg Ballet l'orquestra filharmònica Philharmoniker Hamburg i dotzenes de teatres públics i privats. És cèlebre perquè The Beatles hi van iniciar la carrera musical a principis dels anys 60. Kampnagel és principal centre d'arts escèniques alternatives del país.
La Kunsthalle Hamburg és el principal museu d'art de la ciutat, conegut per tenir exposades les obres mestres de Caspar David Friedrich El caminant sobre el mar de boira i El mar de gel. L'Hamburgmuseum és el museu d'història local.
La ciutat compta amb dos diaris d'informació general, l'Hamburger Morgenpost, d'orientació centre esquerra, i l'Hamburger Abendblatt, de centre dreta, que, considerat «el diari de l'àvia» (Omazeitung), pretén acollir la cultura de tothom.

## Transport
Hamburg és un nus de transports multimodals dels més importants d'Alemanya: el port d'Hamburg, que és el més llarg del país i el tercer d'Europa, l'aeroport d'Hamburg, de passatgers i mercaderies, les autopistes A1, A7, A24 i A23, i les línies ferroviàries cap a Berlín, Hannover, Lübeck, Kiel, Copenhaguen i Rostock. Dins de l'àrea metropolitana, l'Hamburger Verkehrsverbund (HVV) coordina una llarga xarxa de transport públic que integra quatre línies de metro (U1, U2, U3 i U4), una xarxa de trens de rodalia (S-Bahn), els bacs a l'Elba i els autobusos.

## Llista de burgmestres d'Hamburg (des de1945)
| Burgmestres d'Hamburg | Burgmestres d'Hamburg | Burgmestres d'Hamburg | Burgmestres d'Hamburg | Burgmestres d'Hamburg  | Burgmestres d'Hamburg  |
| Núm.                  | Nom                   | Naixement-Mort        | Partit                | Inici de mandat        | Fi de mandat           |
| --------------------- | --------------------- | --------------------- | --------------------- | ---------------------- | ---------------------- |
| 1                     | Rudolf Petersen       | 1878–1962             | CDU                   | 15 de maig de 1945     | 15 de novembre de 1946 |
| 2                     | Max Brauer            | 1887–1973             | SPD                   | 15 de novembre de 1946 | 2 de desembre de 1953  |
| 3                     | Kurt Sieveking        | 1897-1986             | CDU                   | 2 de desembre de 1953  | 4 de desembre de 1957  |
| 4                     | Max Brauer            | 1887-1973             | SPD                   | 4 de desembre de 1957  | 1 de gener de 1961     |
| 5                     | Paul Nevermann        | 1902-1979             | SPD                   | 1 de gener de 1961     | 9 de juny de 1965      |
| 6                     | Herbert Weichmann     | 1896-1983             | SPD                   | 9 de juny de 1965      | 9 de juny de 1971      |
| 7                     | Peter Schulz          | *1930                 | SPD                   | 9 de juny de 1971      | 12 de novembre de 1974 |
| 8                     | Hans-Ulrich Klose     | *1937                 | SPD                   | 12 de novembre de 1974 | 24 de juny de 1981     |
| 9                     | Klaus von Dohnanyi    | *1928                 | SPD                   | 24 de juny de 1981     | 8 de juny de 1988      |
| 10                    | Henning Voscherau     | *1941                 | SPD                   | 8 de juny de 1988      | 12 de novembre de 1997 |
| 11                    | Ortwin Runde          | *1944                 | SPD                   | 12 de novembre de 1997 | 31 d'octubre de 2001   |
| 12                    | Ole von Beust         | *1955                 | CDU                   | 31 d'octubre de 2001   | 25 d'agost de 2010     |
| 13                    | Christoph Ahlhaus     | *1969                 | CDU                   | 25 d'agost de 2010     | 7 de març de 2011      |
| 14                    | Olaf Scholz           | *1958                 | SPD                   | 7 de març de 2011      | 28 de març de 2018     |
| 15                    | Peter Tschentscher    | *1966                 | SPD                   | 28 de març de 2018     | actualitat             |

## Fills i filles il·lustres
- Jacques Blumenthal (1829-1908) violinista i compositor musical.
- Wolfgang Borchert (1921-1947), escriptor
- Johannes Brahms (1833-1897), compositor
- Barbara Brix (1941-), historiadora
- Richard Burmeister (1860-1944) pianista i compositor musical.
- Alexis de Chateauneuf (1799-1853), arquitecte i urbanista
- Otto Paul Hermann Diels (1876-1954) químic, Premi Nobel de Química de 1950
- Hermann Erdlen (1893-1972) compositor, musicòleg i director d'orquestra
- Valentin Heins (1637-1704) matemàtic, comptable, professor i fundador de la Societat Matemàtica d'Hamburg
- Gustav Ludwig Hertz (1887-1975), físic, Premi Nobel de Física de 1925
- Gerhard Herzberg (1904-1999) físic i químic, Premi Nobel de Química de 1971
- Georg Feigl (1890-1945), matemàtic
- Elisabeth Flügge (1895-1983), mestressa Justa entre les Nacions
- James Franck (1882-1964), físic i químic, Premi Nobel de Física de 1925
- Johannes Hans Jensen (1907-1973) físic, Premi Nobel de Física de l'any 19
- Bert Kaempfert (1923-1980), compositor
- Heinrich Meissner (1644-1716), matemàtic, professor i fundador de la Societat Matemàtica d'Hamburg
- Angela Merkel (1954-) cancellera alemanya (2005-2021).
- Richard Ohnsorg, (1876-1947), escriptor, dramaturg, defensor del baix alemany
- Carl Leopold Roellig (1745-1804) compositor, i inventor de l'harmònica de vidre
- Harry Schmidt (1894-1951), matemàtic
- Fritz Schumacher (1869-1947), arquitecte
- Julius Heinrich Spengel (1853-1936), compositor musical
- Thérèse Tietjens (1831-1877), soprano lleugera
- Carl von Ossietzky (1889-1938), periodista, Premi Nobel de la Pau de 1935.
- Theodor Wachtel (1823-1893), tenor d'òpera

## Monuments i llocs d'interès

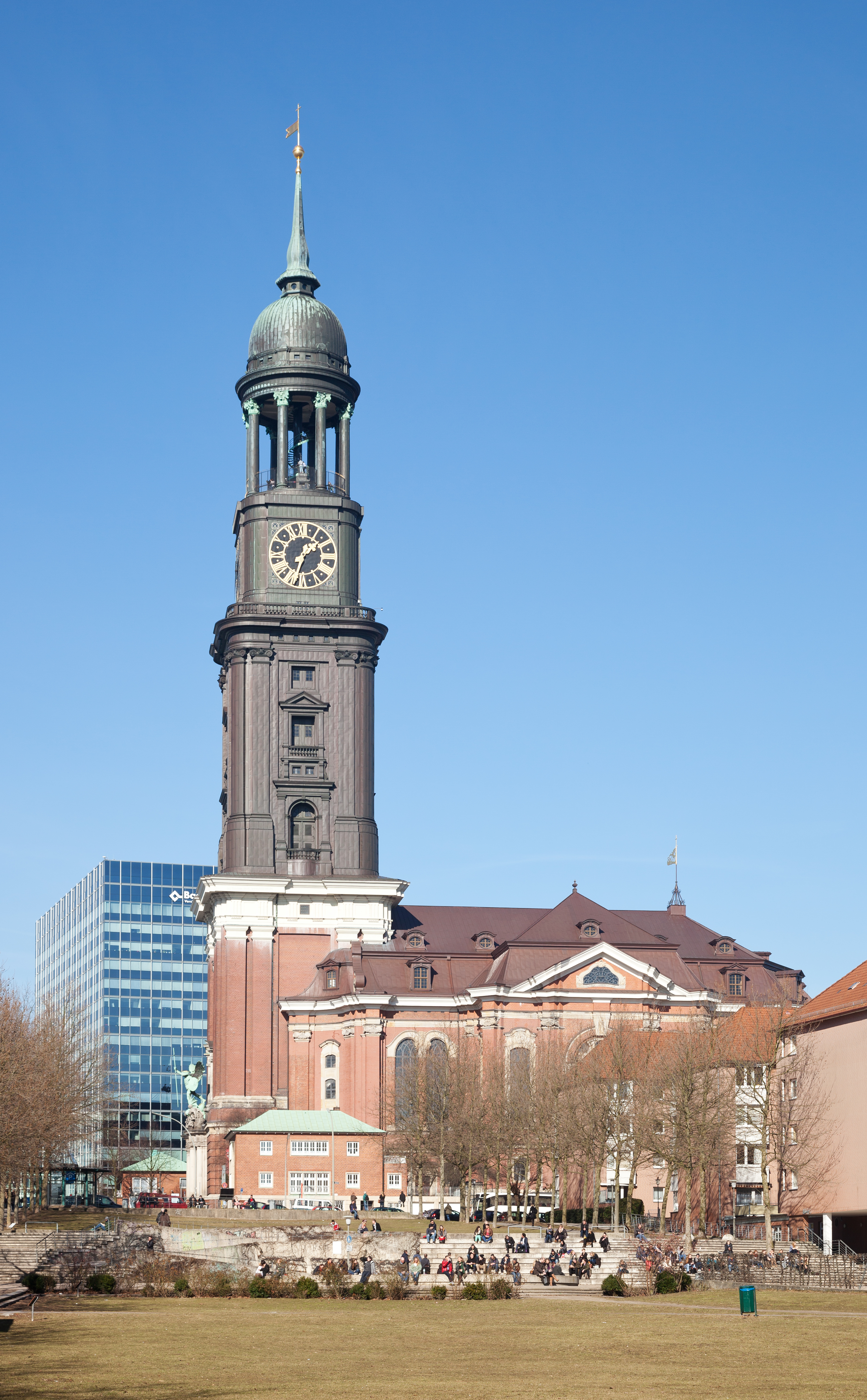
La torre de l'Església de Sant Miquel

- L'església de Sant Miquel (Hamburg), l'edifici religiós en estil barroc més important del nord d'Alemanya, del qual la torre figura al centre de l'escut de la ciutat
- La Chilehaus o casa de Xile, proposat com a patrimoni de la humanitat
- El museu d'història Hamburgmuseum
- L'Elbphilharmonie, sala de concerts, construïda damunt un vell dipòsit del port
- El Cementiri d'Ohlsdorf, el cementiri més llarg d'Europa
- El Museu del Treball
- El centre cultural de la Fàbrica de mel, a Wilhelmsburg
- La Casa Ernst Barlach, museu dedicat a Ernst Barlach
- El Bucerius Kunst Forum, centre d'exposició d'arts plàstiques
- El Castell de Bergedorf, l'únic castell de la zona metropolitana
- El Camp de concentració de Neuengamme i les seves dependències disperses per la ciutat
- La Torre Flak VI, un búnquer aeri de la Segona Guerra Mundial
- Les torres Zombeck
- El barri vermell de la Reeperbahn
- Els Parcs naturals d'Hamburg
- L'exclavament al mar de Wadden Niewark
- L'església del Mercat a Niendorf
- Escola del Bullenhuser Damm, antiga extensió del camp Neuengamme, on van ser assassinats 20 nens
- Jungfernstieg, una mena de rambles entre el nucli històric i el llac «Binnenalster»

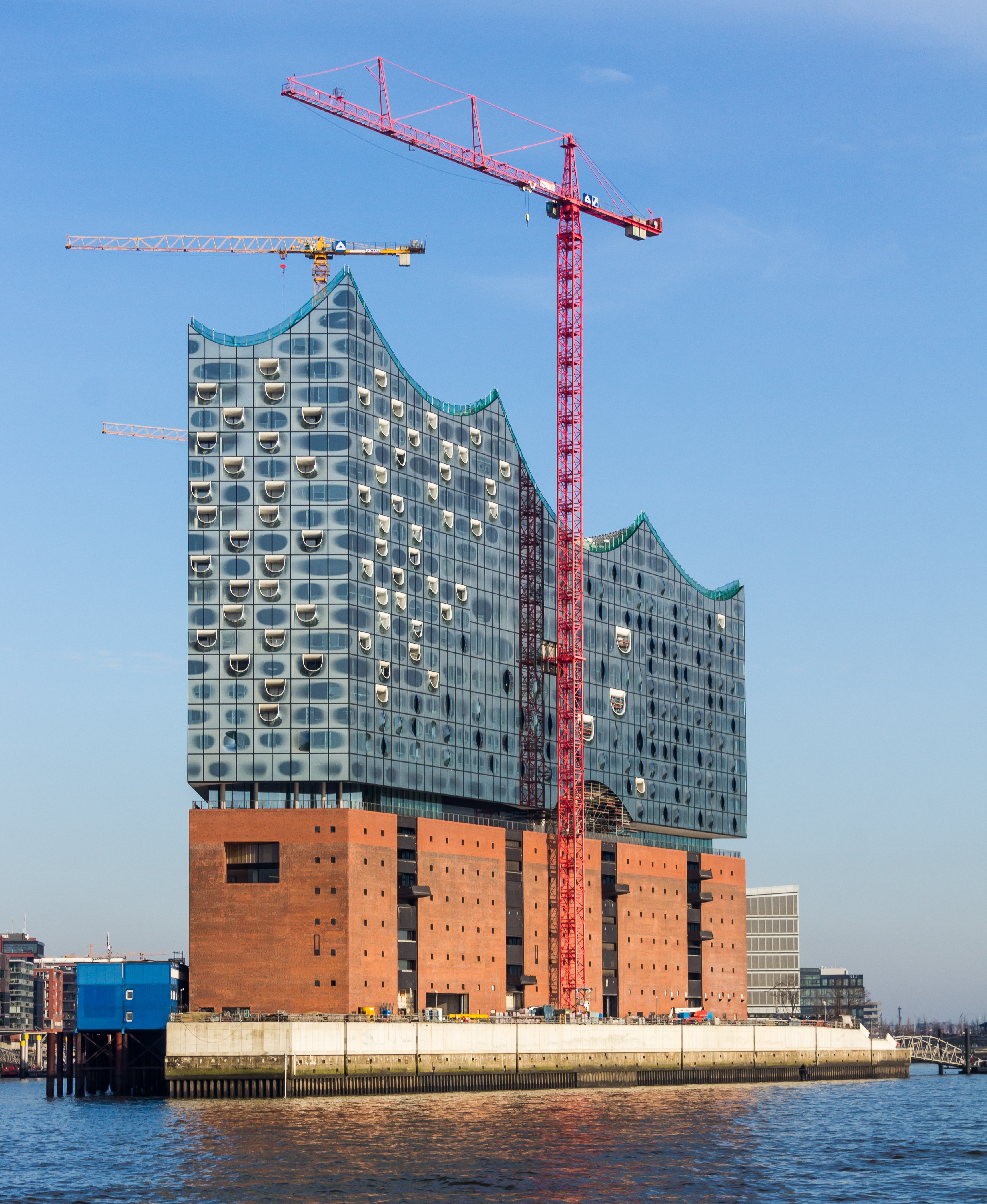
Elbphilharmonie
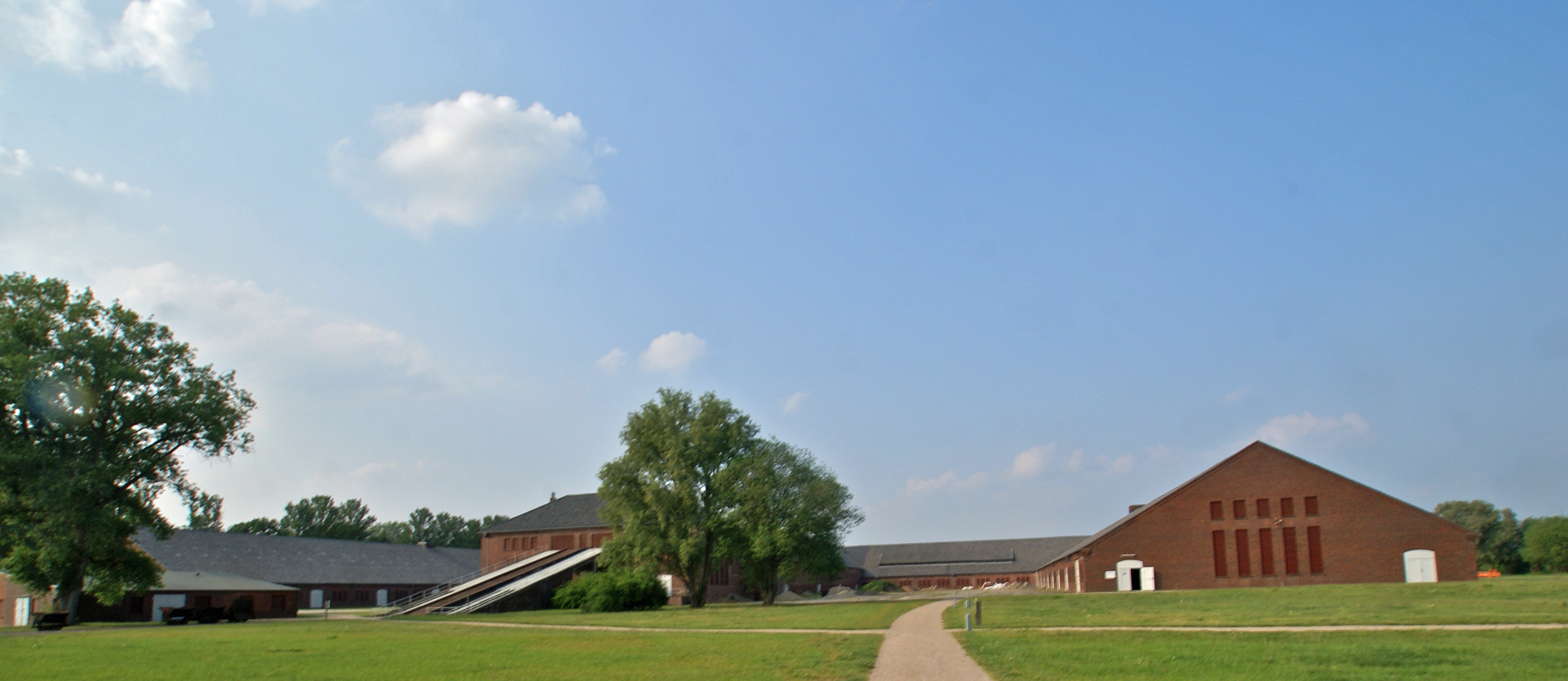
Bòbila del camp de concentració de Neuengamme
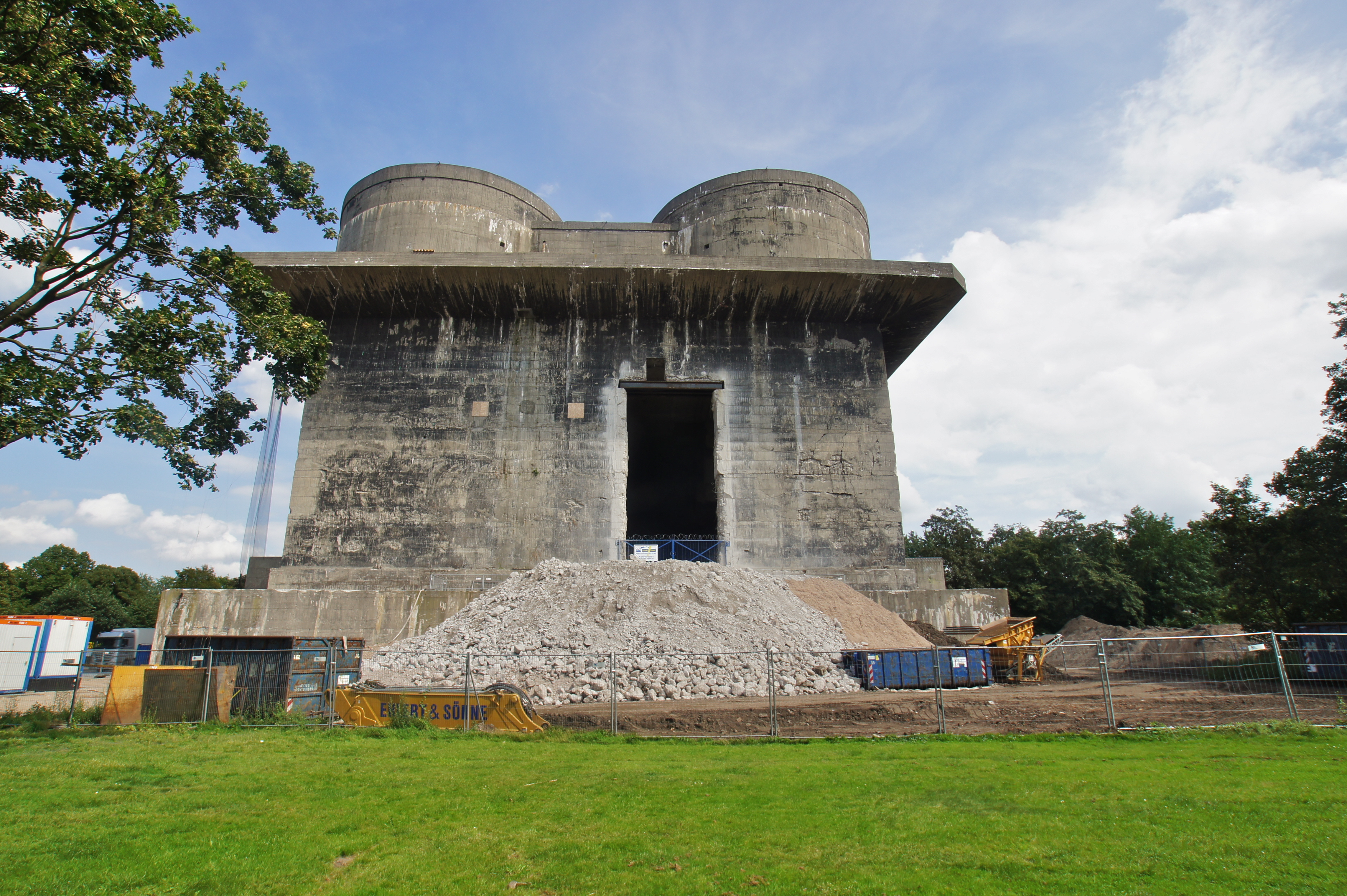
Torre Flak a Wilhelmsburg
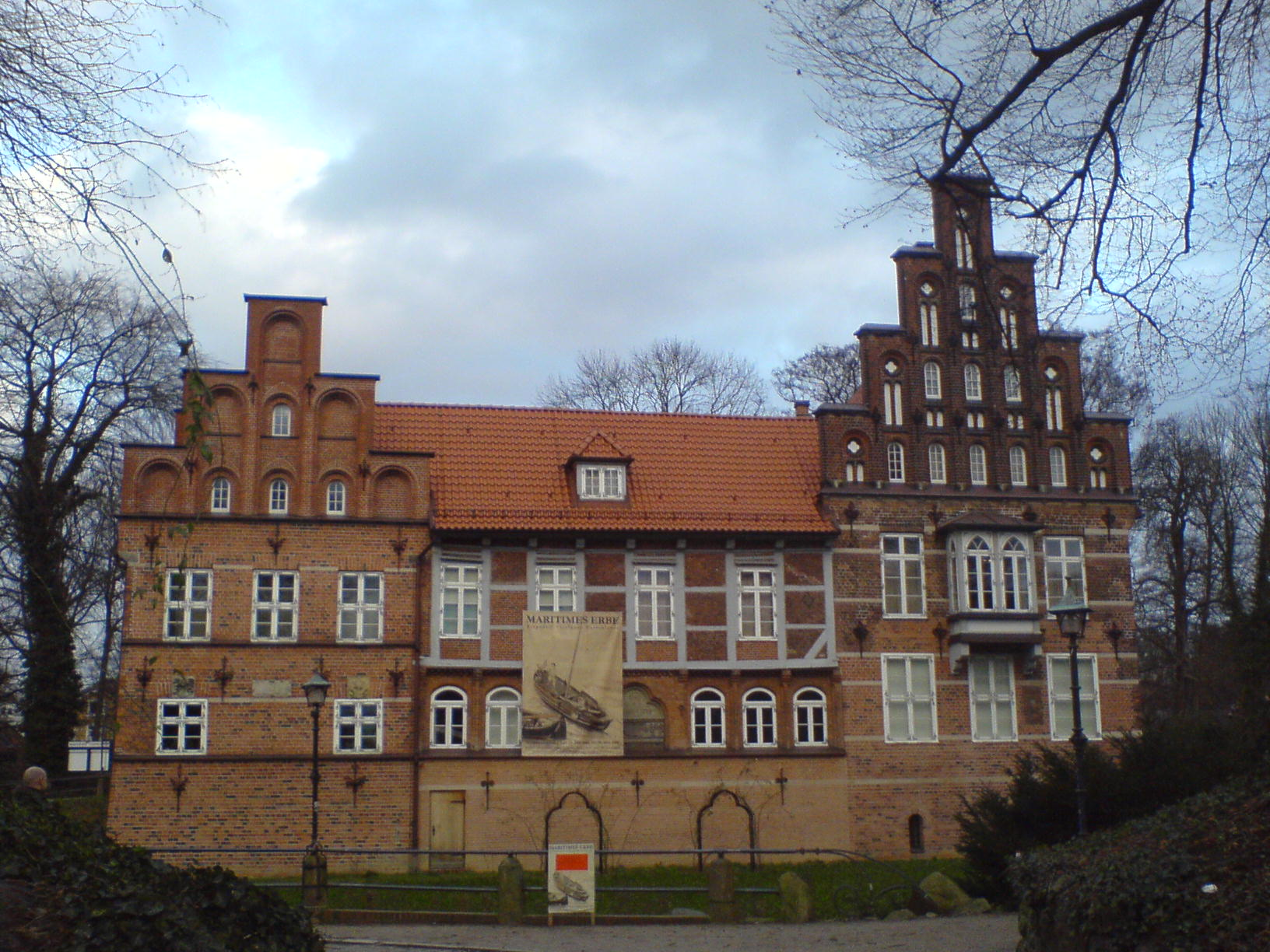
Castell de Bergedorf
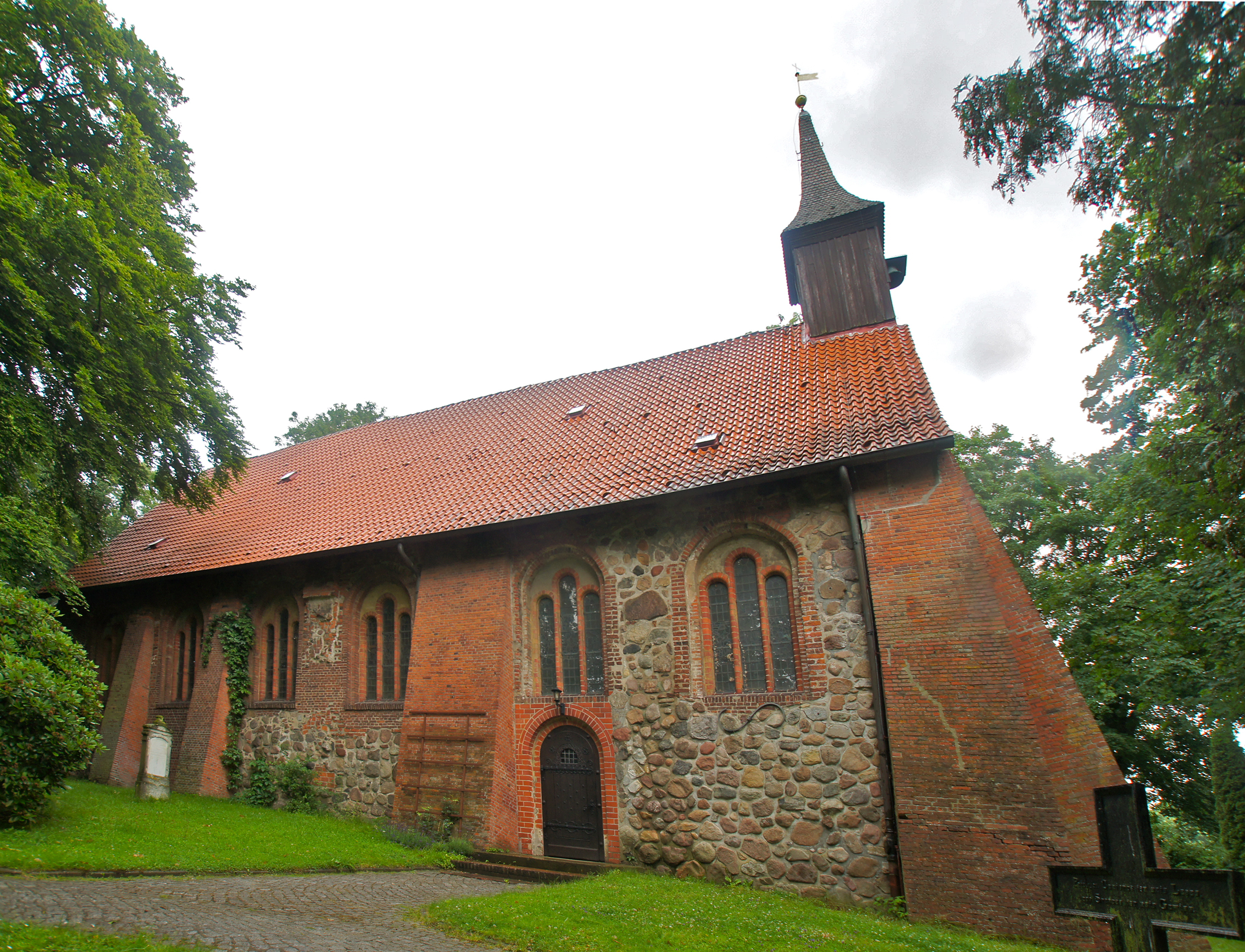
L'església de Sinstorf, edifici sobre una basi romànica, el més gran de la ciutat